# Östlig blåskata
Östlig blåskata (Cyanopica cyanus) är en östasiatisk fågel i familjen kråkfåglar. Fågeln betraktades tillsammans med den europeiska arten iberisk blåskata tidigare utgöra en och samma art, med det svenska namnet blåskata (Cyanopica cyanus).

## Utseende och läten
Östlig blåskata är en 33-37 cm lång, slank kråkfågel med lång, avsmalnad stjärt. Ovansidan är prydlig med svart hätta, grå mantel och övergump samt blå stjärt med bred vit spets. Även vingarna är blå, med blåkantade svarta handpennor. Den är vit på undersidan, liksom i ett halsband. Den flyger med snabba vingslag avlösta långa glid.
Arten är mycket lik sin västliga motsvarighet iberisk blåskata, men skiljer sig i att vara något större med framför allt längre, vitspetsad stjärt, mer duvgrå än brunrosa fjäderdräkt samt avvikande läten.

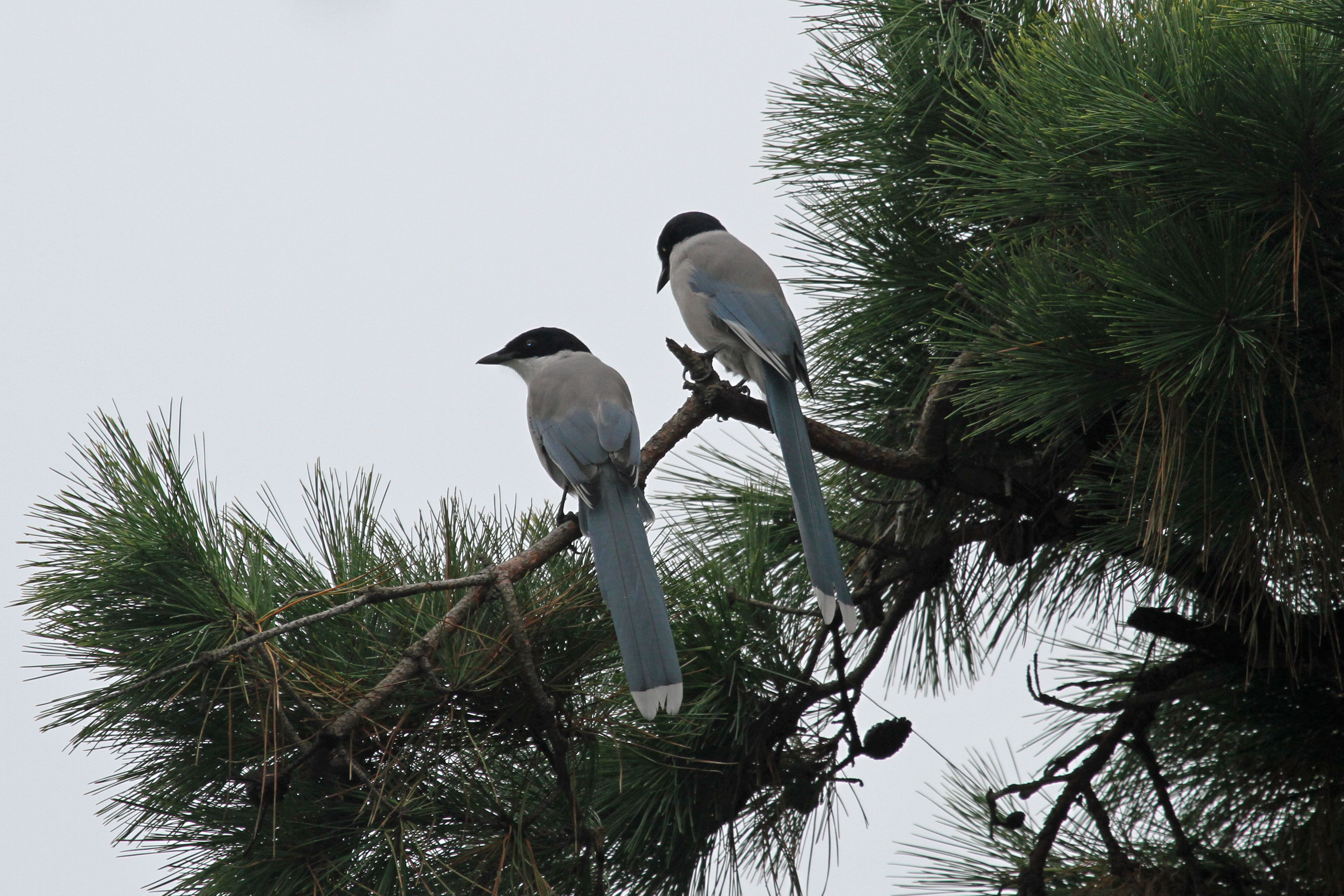

## Utbredning och systematik
Östlig blåskata förekommer i Östasien och delas in i ett varierande antal underarter. Listan nedan med åtta underarter och respektive utbredning följer Clements et al 2018:
- cyanus-gruppen
  - Cyanopica cyanus cyanus – nominatformen förekommer i östra Centralasien, i norra Mongoliet och östra Sibirien
  - Cyanopica cyanus pallescens (Stegmann, 1931) – förekommer kring floden Amurs mellersta och nedre regioner
  - Cyanopica cyanus koreensis (Yamashina, 1939) – förekommer i Korea
  - Cyanopica cyanus stegmanni (Meise, 1932), inkl. jeholica (Yamashina, 1939) – förekommer i Manchuriet
  - Cyanopica cyanus swinhoei (Hartert, 1903) – förekommer i östra Kina ((Liaoning till Fujian och Sichuan)
  - Cyanopica cyanus interposita (Hartert, 1917) – förekommer i norra Kina (Shaanxi)
  - Cyanopica cyanus kansuensis (Meise, 1937) – förekommer i västra Kina (Gansu, Qinghai och nordvästra Sichuan)
- Cyanopica cyanus japonica (Parrot, 1905) – förekommer i Japan på Honshu och Kyushu

Vissa behandlar cyanus-gruppen som en enda underart, medan andra urskiljer även swinhoei.

### Östlig och iberisk blåskata
Fram tills nyligen behandlades östlig och iberisk blåskata (C. cooki) som en och samma art, då med det svenska namnet blåskata (C. cyanus), och vissa gör det fortfarande. Länge förbryllade den märkliga utbredningsluckan mellan Iberiska halvön och Östra Asien hos arten blåskata. Det spekulerades i att portugisiska sjöfarare skulle ha tagit med sig exemplar av fågeln från Kina till Portugal där de etablerade en friflygande population. År 2000 hittades dock fossila fynd av arten i Gibraltar som var minst 40.000 år gamla. Senare DNA-studier  visar att de båda populationerna skildes åt för mer än en miljon år sedan. En teori är att det under pliocen fanns ett savannartat bälte hela vägen från Iberiska halvön till östra Asien, men att istider medförde biotopförändringar som isolerade de båda populationerna. Faktum är att det finns ett antal artpar med nästan lika stor utbredningslucka, exempelvis vit stork/amurstork, järnsparv/japansk järnsparv och grönfink/orientgrönfink.
Idag behandlar de flesta taxonomiska auktoriteter iberisk och östlig blåskata som skilda arter. De skiljer sig något åt i utseende, läten, genetik och även ekologiskt, där östlig blåskata i mycket större utsträckning går in i städer.

## Levnadssätt
Östlig blåskata är en vanlig fågel som ses i ljudliga smågrupper i lövskog, buskmarker i floddalar, fruktträdgårdar och stora stadsparker. Den är en allätare, men lever mest på insekter och deras larver samt en rad olika frukter och nötter. Fågeln lägger ägg i maj och juni, med en topp i mitten av maj i sydöstra Ryssland och Japan. De flesta populationer är stannfåglar.

## Status och hot
Arten har ett stort utbredningsområde och en stor population, och tros öka i antal. Utifrån dessa kriterier kategoriserar internationella naturvårdsunionen IUCN arten som livskraftig (LC). Världspopulationen har inte uppskattats, men den betraktas som vida spridd och lokalt vanlig.